# Колониальная война

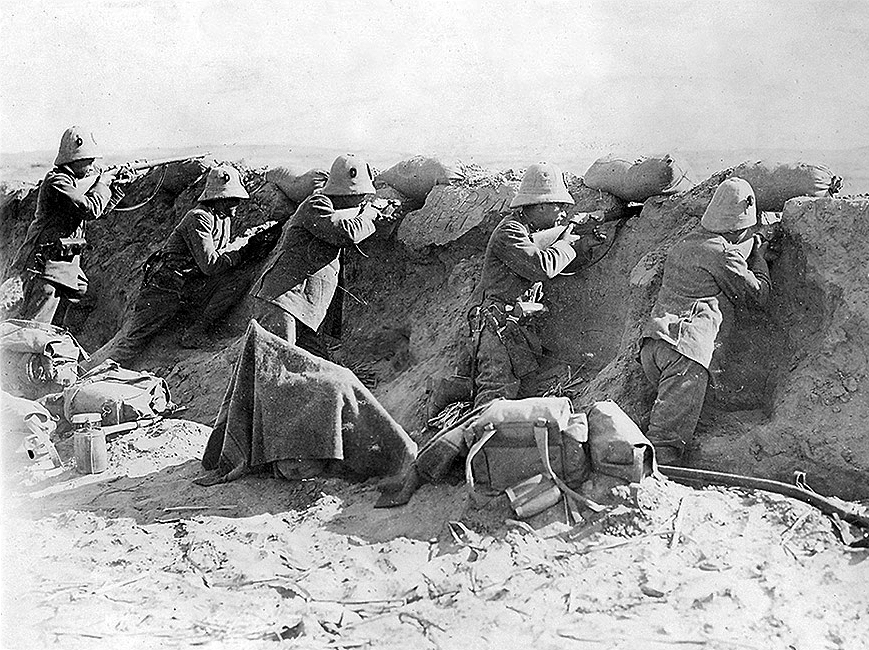
Итальянские солдаты в ходе итало-турецкой войны

Колониальная война (в некоторых контекстах называемая также малой войной) — это общий термин, относящийся к различным конфликтам, которые возникли в результате заселения заморских территорий иностранными державами, создавшими колонию. Термин применяется исключительно к конфликтам в колониях Великобритании, Франции, Испании, Португалии, Дании, Нидерландов, которые велись в девятнадцатом веке между европейскими армиями в Африке и Азии.
С точки зрения антиколониальных сил, участвующих в конфликте, такая война может быть описана как национально-освободительная или война за независимость, и в случае их победы часто закрепляется в историографии (например, война за независимость США, война за независимость Алжира).
Колониальные войны велись крупными колониальными империями — Великобританией, Испанией, Португалией, Францией, Китаем (Десять великих походов), Турцией, Россией и другими.

## Описание

### Классификация
Традиционно войны можно разделить на три категории: захватнические войны, освободительные войны и войны между государствами. Эти классификации можно также выделить среди колониальных войн. Тем не менее, термин «колониальная война» обычно относится к захватнической войне. Захватнические войны в колониальном контексте можно разделить на два этапа: период типично краткой регулярной войны между вторгшейся державой и местными силами (которые могут быть, по сравнению с захватчиком, нерегулярными по составу или организации), за которым следует период нерегулярной войны. Противоповстанческие операции могут проводиться с целью подготовки территории к заселению. Как только наступающая держава установит плацдарм, она может начать экспедиции на соседнюю территорию в ответ на враждебность или нейтрализовать потенциального врага.

### Общие характеристики

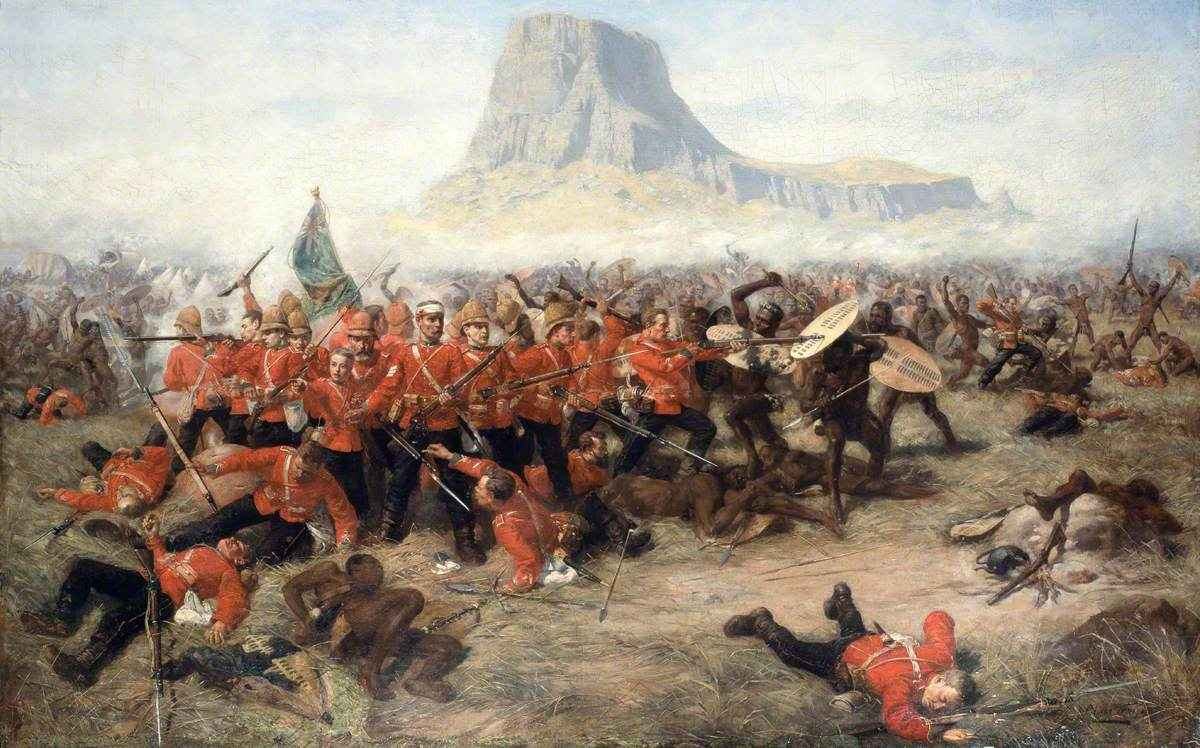
Битва при Изандлване Чарльза Эдвина Фриппа, изображающая колониальный конфликт между Королевством Зулу и Британской империей в 1879 году.

Колониальные войны отличались от «обычных» войн (конфликтов между соседними государствами) несколькими способами. Во-первых, они были больше политическими, чем военными. В отличие от регулярных войн, в которых цели воюющих сторон были ограничены, колониальные войны были абсолютными; захватывающие державы стремились установить полный и постоянный контроль над территорией и ее населением и обеспечить длительную стабильность. Несмотря на это, ресурсы, выделяемые на колониальные кампании, были, за редким исключением, ограничены. Смысл поражения и победы обычно был более сложным в колониальных войнах, поскольку во многих случаях вторгшаяся держава сталкивалась с воюющей стороной, которая не была заключена в городе, правительстве или правителе. Зачастую различия между коренными гражданами и регулярными вооруженными силами обороняющихся стран были меньше. Отсутствие централизованной власти означало, что официальные мирные соглашения заключались редко. Без правительственных структур, которые могли быть захвачены, управление завоеванными народами и территориями было более трудным. Чтобы противостоять этому, колониальные армии создавали или восстанавливали рынки, школы и другие государственные учреждения после конфликта, как это сделали американцы на Филиппинах после Испано-американской войны.
В отличие от местных сил, европейские армии (наиболее распространенные колонизирующие силы) всегда были профессиональными силами, удаленными от основного населения. Выполняя работу по восстановлению и управлению колониями, колониальные армии часто проявляли активность, в то время как регулярные армии в метрополиях бездействовали до возникновения конфликта. Таким образом, солдаты в этих армиях будут развивать свою собственную военную культуру и практику. Большая часть знаний колониального солдата будет получена из непосредственного опыта, а не из формального военного образования. Европейские армии почти всегда технически превосходили местные силы, с которыми они сталкивались, хотя это не всегда могло быть использовано в их интересах, поскольку оборудование, такое как тяжелая артиллерия, требовало дорог (часто отсутствующих), а развертывание таких формирований, как кавалерия, представляло большие логистические проблемы. Европейские армии также поддерживали хорошую дисциплину, высокий боевой дух, были хорошо обучены и были обучены возможному развертыванию и в выполнении маневров. Независимо от навыков своих командиров, местным армиям обычно не хватало такой сплоченности и понимания ведения войны. Колониальные державы также использовали колониальные войска в своих кампаниях, большинство из которых состояло из мужчин и офицеров из столицы и местных призывников.

### Историческая эпоха
Колониальные войны стали преобладать в конце XV века, когда европейские державы все больше захватывали заморские территории и начали их колонизировать. Эпоха колониальных войн, как правило, считается завершившейся после завершения португальской колониальной войны в 1974 году, хотя некоторые считают Фолклендскую войну 1982 года последней настоящей колониальной войной. Колониальные войны считаются одними из первых примеров нерегулярных боевых действий и привели к некоторым из первых исследований методов борьбы с повстанцами.

## Политика, стратегия и тактика
"Колониальная война — единственная форма столкновения в оставшейся битве, где силы достаточно малы, чтобы смысл конфликта был понятен участнику. Что бы ни случилось, фланговое движение всегда возможно. В такой кампании вы чувствуете столкновение воли противоположных лидеров непосредственно, а не дистанционно. Колониальная война сохраняет здесь то, что было потеряно в массовом конфликте в Европе."
Колониальные военные методы и тактика обычно рассматривались как второстепенные по сравнению с обычными войнами. Из-за этого акцента на более прямые конфликты имперские операции и развитие колониальных предприятий часто получали меньше внимания со стороны Вооруженных сил стран, ответственных за них. Местные военные чиновники иногда разрабатывали и проводили свою собственную военную политику, свободную от столичных ограничений. В других случаях столичная политика осуществлялась по их усмотрению. Французские военачальники мало заботились о государственной политике, проводя свои кампании в западном Судане в 1870-х и 1880-х годах, в то время как немецкие солдаты в Африке часто действовали вопреки указаниям колониальной бюрократии. Колониальные войны часто обостряли отношения между гражданскими и военными чиновниками, которые боролись за контроль над политикой.
Как и в случае тотальной войны, силы вторжения часто направляли действия против коренных некомбатантов и местной экономики. Это включало поджоги деревень, кражу скота и систематическое уничтожение посевов, как это было совершено французами во время кампаний по умиротворению в Алжире и немцами в войнах гереро в Южной Африке. В крайних случаях некоторые державы выступали за уничтожение неблагополучных народов, как это сделали немцы после конфликта гереро, который привел к геноциду гереро и нама. Такие действия обычно предпринимались, когда у захватчика не было политических или военных целей для достижения (если не было центрального правительства для захвата или организованной армии для подчинения) в качестве средства подчинения местного населения. Европейские державы придерживались общего мнения, что азиаты и африканцы «понимают только язык насилия», чтобы их подавить не иначе, как с помощью жестких мер. Они отказывались идти на уступки местным силам, опасаясь показаться слабыми.
Вторгшиеся державы гораздо легче терпели поражение, когда туземные силы предпочитали вести партизанскую войну, а не вступать в генеральные сражения, такие как франко-малагасийские войны или Первой Индокитайской войне. Лидеры коренных народов, такие как Абд аль-Кадир из Алжира, Махмаду Ламин из Сенегала и Самори Туре из империи Вассулу, смогли противостоять европейскому колониализму в течение многих лет после того, как игнорировали традиционные методы и вместо этого использовали партизанскую тактику. На практике регулярные и нерегулярные формы войны обычно происходили в быстрой последовательности одна за другой. Несколько традиционных сражений были выиграны силами коренных народов Азии и Африки с численным превосходством или элементом внезапности над колониальными державами, но со временем они столкнулись с ошеломляющими потерями и обескураживающими поражениями. Такие тенденции были отмечены подавлением немцами восстания Маджи-Маджи, поражением зулусов от рук британских войск в битве при Роркс-Дрифте и уничтожением кавалерии махдистов британскими пулемётами Максима в битве при Омдурмане.
Великобритания и Франция разработали полевые инструкции для подготовки солдат к колониальной войне, тогда как в Германии не было определенной системы обучения своих войск принципам колониального развертывания. Артиллерия использовалась колонизаторами главным образом как средство деморализации местных бойцов.
Местные силы обычно состояли из пехотинцев.

## Северная Америка

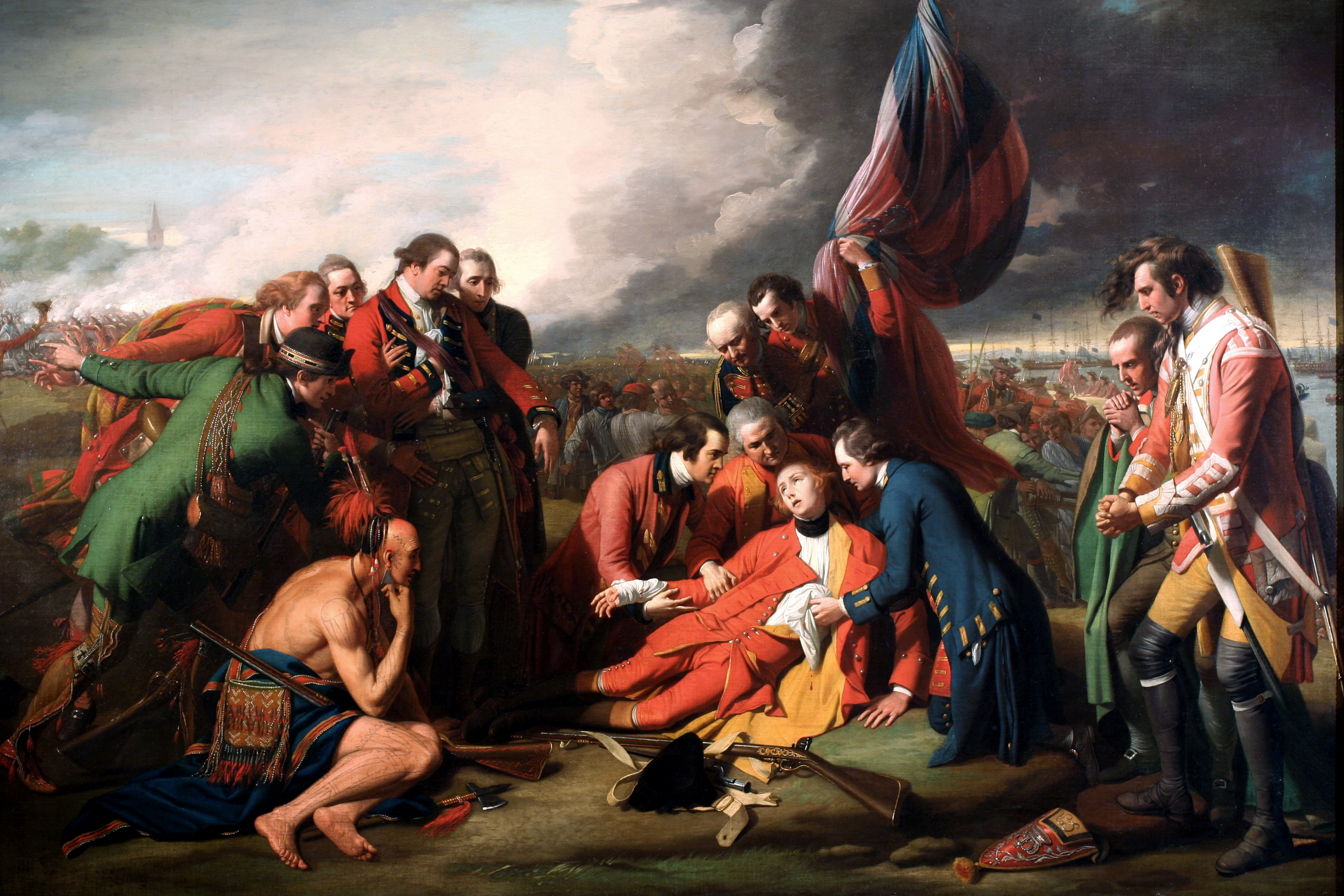
Смерть британского генерала Джеймса Вольфа в битве за Квебек 1759 года во время французско-индейской войны

Первые крупные колониальные войны в Северной Америке велись испанскими конкистадорами.
Вплоть до американской войны за независимость, большинство колониальных конфликтов в Северной Америке, если они не были десантными операциями, происходили в дикой местности. Большинство первых британских колонистов в регионе были фермерами и торговцами, а не профессиональными солдатами. При появлении колонии Виргиния они прошли военную подготовку и укрепили свои поселения. Однако вскоре от этой практики отказались, и была принята система милиции. Регулярное ополчение состояло из всех трудоспособных мужчин в возрасте от 16 до 60 лет, которые использовали свое собственное огнестрельное оружие и служили бесплатно. Обучение было минимальным и проводилось один раз в год, после чего ополченцы должны были продемонстрировать свое умение обращаться с оружием. В районах, подвергавшихся наибольшей угрозе со стороны коренных американцев, ополченцы размещали гарнизоны в нескольких укрепленных жилищах, хотя обычно они защищали свои собственные дома. Из этих ополченцев нанимались наемные «рейнджеры» для патрулирования пограничной линии и изредка проведения наступательных рейдов на индейские деревни.
За исключением набегов во время франко-индейской войны, большинство ранних колониальных кампаний между колонизирующими державами в Северной Америке велось с целью обеспечения стратегических фортов. Целью почти всех действий против фортов было подвести артиллерию достаточно близко, чтобы пробить их стены. Таким образом, любая типичная атака включала в себя транспортировку пушки рабочей силой в сопровождении эскорта войск, которая затем использовалась для обеспечения безопасности скомпрометированного форта.
На американской границе в Соединённых Штатах, опытные следопыты из числа коренных жителей использовались в качестве вспомогательных разведчиков для сбора разведданных о позициях и передвижениях враждебных коренных американцев. Большинство коренных американцев совершали частые нападения на войска и поселенцев Соединенных Штатов, часто на лошадях. Если бы их лагерь был обнаружен, их деятельность была бы нарушена, как правило, ранним утренним внезапным нападением. Следопыты обычно были местными или смешанной расы, хотя некоторые из них были белыми. Коренные жители часто были деморализованы, когда они видели, что другие коренные жители работают с силами Соединенных Штатов.
Коренные индейские племена на Западе были культурно предрасположены к политической и военной независимости. В свою очередь, они изо всех сил пытались объединиться против белых поселенцев с востока и часто отвлекались от этого из-за собственных внутренних конфликтов. Некоторые отдельные племена даже не могли объединиться между собой. Тем не менее, некоторым удалось сформировать коалиции, такие как альянс между сиу, арапахо и шайеннами, который доминировал в северном регионе Великих равнин в середине девятнадцатого века. Тем не менее, все коренные народы находились в невыгодном экономическом и промышленном положении по сравнению с Соединёнными Штатами.

## Африка

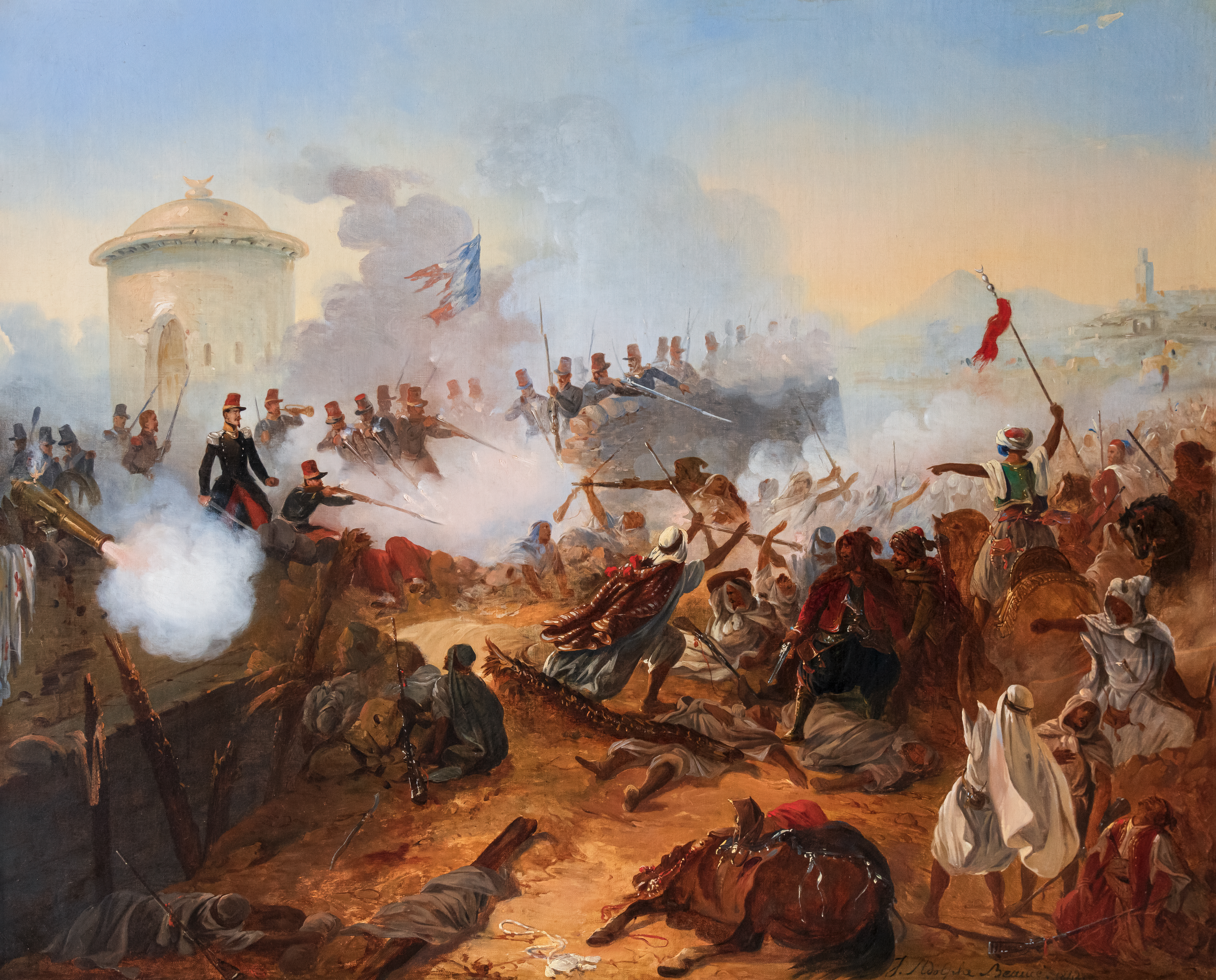
Французское завоевание Алжира

Первые колониальные войны в Африке произошли между португальцами и различными прибрежными жителями, поскольку первые стремились расширить свою торговую империю на Азию. Несмотря на свои усилия, португальские конкистадоры смогли создать лишь ограниченные территориальные владения в регионах к югу от Сахары, столкнувшись с тропическими болезнями и организованным сопротивлением со стороны африканцев, вооруженных железным оружием. Их также было значительно меньше, и им было трудно заставить свои мушкеты работать во влажном климате.
В 1600-х и 1700-х годах другие европейские державы, такие как Голландия, Англия и Франция, начали проявлять интерес к Африке как к средству поставки рабов в свои американские колонии. Постепенно они основали свои анклавы вдоль западноафриканского побережья, где могли вести активную торговлю с местными правителями. Такое положение дел сохранялось вплоть до начала 1800-х годов, поскольку мало кто из европейцев проявлял интерес к тому, чтобы претендовать на большие территории на континенте.
Европейские колониальные кампании в Африке обычно проводились европейскими войсками при поддержке местных войск. В то время как европейские солдаты были в целом более надежными, они были подвержены болезням в тропическом климате, к которым адаптировались местные африканцы, что делало более оптимальным (меньше денег приходилось тратить на лечение) для развертывания последних в условиях Африки к югу от Сахары. Таким образом, европейские формирования часто размещались на континенте в течение ограниченного периода времени, в то время как местные подразделения использовались для более длительных экспедиций. Державы согласились с тем, что «африканские методы ведения войны» были «изначально жестокими». Такая логика использовалась для оправдания совершения зверств в условиях конфликта.
Африканские народы были относительно разобщенными, что побудило европейские державы использовать стратегию разделяй и властвуй, обостряя внутреннюю напряженность и используя коллаборационизм. В ответ на это африканские лидеры иногда создавали коалиции. Генерал Тома Робер Бюжо руководил первым развертыванием мобильных колонн в колониальной войне в 1840 году, когда он приказал формированиям совершать набеги и грабить арабские поселения, чтобы помочь французам умиротворить Алжир, осознав, что местное гражданское население играет ключевую роль в военных действиях.
К началу 20 века колониальные кампании в Африке становились все более «современными». Колониальные державы были вынуждены направить более крупные отряды войск для завоевания или подавления восстания, как британцы во Второй англо-бурской войне или итальянцы во время завоевания Ливии. Отчасти это было связано с тем, что во многих — но не во всех — странах технологический разрыв между европейскими армиями и местными силами значительно сократился, в основном из-за распространения скорострельных винтовок. Большая часть этих изменений была вызвана эволюцией тактики и стратегии африканцев. Они отказались от генеральных сражений и взяли на вооружение методы партизанской войны. Таким образом, буры (в Южной Африке), гереро и нама (в немецкой Юго-Западной Африке), марокканцы и ливийцы добились значительного успеха в борьбе со своими противниками до того, как в конечном итоге потерпели поражение.

## Азия

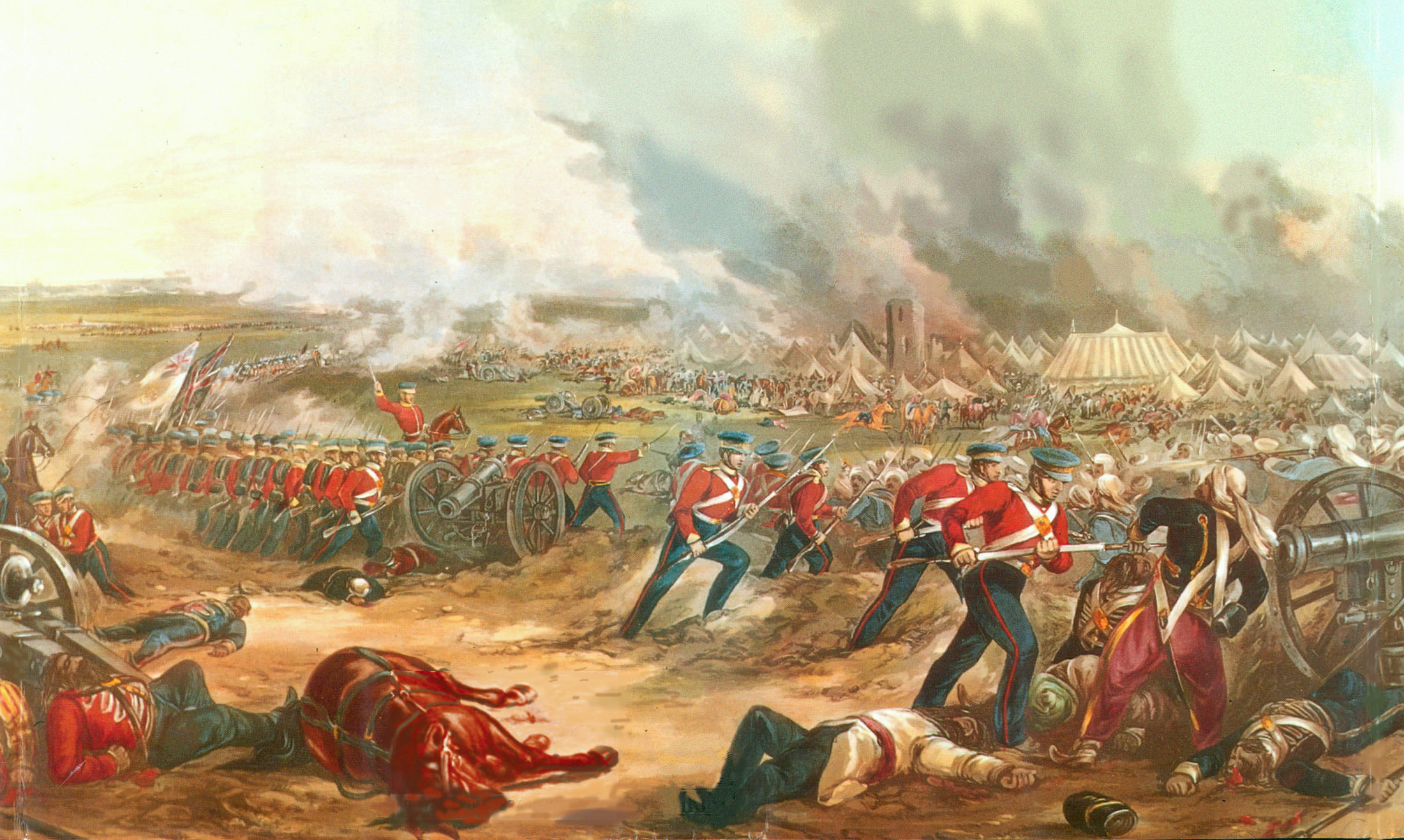
Первая англо-сикхская война

Азия, как и Европа, была домом для нескольких могущественных империй. Между одиннадцатым и XV веками оба резко расширили свою коммерческую деятельность, особенно друг с другом. Однако, в отличие от Европы, военные возможности Азии развивались очень слабо. Большинство азиатских армий было сформировано местными правящими элитами из боевых классов людей, с которыми у них были личные связи. Они финансировались за счет грабежа, арендной платы и налогов. Однако уплата налогов часто подрывалась коррумпированными лицами в имперской бюрократии, которые присваивали средства для личного пользования.
Ситуация значительно изменилась с широким распространением пороха между XV и XVII веками, что привело к обновлению имперской власти в Китае и Японии. Основным оружием была пушка, способная пробивать укрепленные стены и прекращать осады. Однако, как только новая артиллерия была включена в состав имперских сил, стимулов для экспериментов с новыми военными технологиями или формами организации не было. Любые крупные кадровые перестановки, скорее всего, расстроили бы местные силовые структуры. Из-за подавления кочевых степных налетчиков (с помощью мушкетов) и относительно ограниченного присутствия европейских торговцев не было большого внешнего давления, чтобы изменить их методы ведения войны. Азиатские империи также начали испытывать внутренние разногласия. Конкуренция между местными элитами за налоговые поступления обременяла население, что в значительной степени способствовало краху Империи Великих Моголов в XVIII и XIX веках. Рост населения также напрягал фермеров и их детей, разжигая межрелигиозное насилие в Китае в 1770-х годах.
Тем временем европейские государства часто воевали друг с другом и разрабатывали новое оружие и тактику для сохранения военного превосходства. Строевая подготовка позволяла призывать и вербовать массы неквалифицированных людей, которые будут дисциплинированы при выполнении манёвров. Новые налоговые системы позволили финансировать постоянные армии и обеспечивать солдатам регулярную зарплату. Усиленные силовые структуры укрепляли контроль командиров и политических лидеров над своими силами, делая их эффективными даже тогда, когда они действовали вдали от мест расположения органов власти. Промышленная революция ещё больше увеличила технологические возможности европейцев.
В конечном счете, устаревшие правительства и военные структуры Азии оказались неспособны соответствовать европейским учреждениям. Европейское военное господство над Азией станет очевидным в Индии в XVIII  веке и в Китае и Японии в XIX веке.
Как и в Африке, европейские колониальные предприятия в Азии обычно поддерживались местными солдатами.

## Австралия и Океания

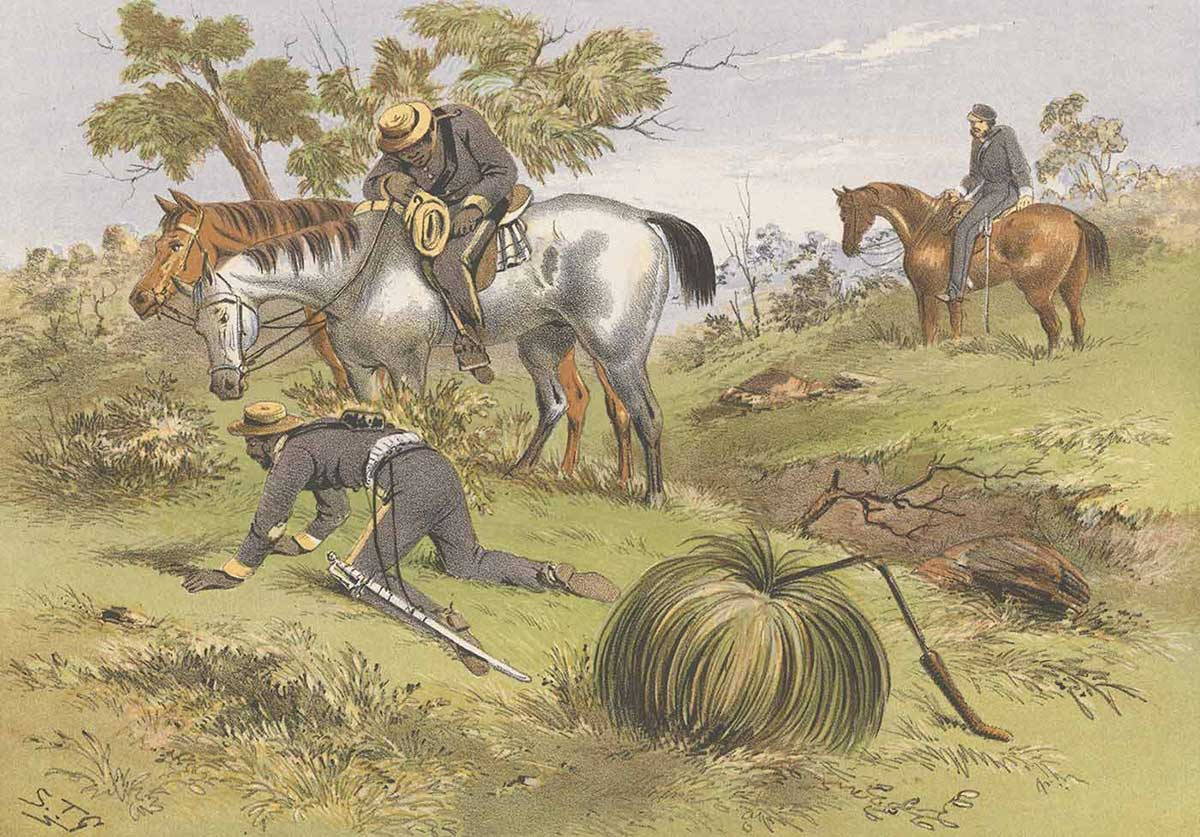
Иллюстрация местной полиции в Австралии в 1865 году

Конная полиция коренных жителей Квинсленда регулярно использовала местных следопытов против общин коренных австралийцев. Войска были расформированы в 1890-х годах после того, как все местное население было покорено.

## Заметки
1. ↑  Де Моор и Весселинг называют этот метод tache d'huile и переводят его как «нефтяное пятно».[9] Ангстрем и Виден приписывают tache d'huile как «нефтяное пятно» стратегии французского генерала Тома Робера Бюжо в Алжире, в соответствии с которой колониальные силы постепенно расширяли свои завоевания с укреплённых баз.[11]
2. ↑  Воины Королевства Зулу были исключением из этого стандарта, будучи хорошо дисциплинированными и способными к точным маневрам в бою.[13][14]